# Патреш
Патрèш е село в Северна България. То се намира в община Павликени, област Велико Търново. Селото отстои на 7 км североизточно от град Павликени и на 38 км от град Велико Търново. Климатът на селото е умереноконтинентален – студена зима и топло лято, понякога дори горещо.

## География
Патреш се намира в северния централен регион на 178,31 км от столицата, площта му е 27,23 кв. км.
Село Патреш е разположено в гънките на три ниски вълнообразни хълма, прорязани от двете рекички, които под селото дават началото на малката река Ел̀ия, известна още като Елийска река. Тя се нарича Елия, защото тече по ниското, по елията и се влива на изток в р. Янтра. Споменатите реки са голямо богатство за селото. Около тях бликат бистри и студени извори, построени са каменни чешми и кладенци. Водите им напояват селските зеленчукови градинки. От друга страна, тези рекички разделят селото на три махали, наречени: Баташка, Средна и Дъскотска.

## История
От дълбока древност на територията на с. Патреш и неговото землище са останали много следи – монети, каменни, железни и др. оръдия на труда, зидове, различна керамика. Находки, намерени край бреговете на река Елия доказват, че в селото и около него са съществували тракийски селища от преди 2000 години.
Село Патреш се намира на територията на римската провинция Долна Мизия. Открити са останки от две римски селища в местностите Горното ливаде и Манастиря. Те са с южно изложение и са създадени около двата извора на реката. Намерени са римски колони, които се съхраняват в Исторически музей Павликени от 2007 година и изразителна мраморна глава на жена, която се пази в Исторически музей Велико Търново, отдел Археология от 1982 година. В землището на селото са намерени и натрошени глинени съдове от битова керамика, големи римски керемиди с отвесни ръбове, лакримарий (стъкленица за събиране на сълзи), медни и сребърни монети и много черна и червена керамика датирани от II – III век след н.е.
В землището на селото в местността Под село на десния бряг на река Елия и на други места са намерени останки от малки славянобългарски селища.
В турски документ от 1430 г. се вижда, че с. Патреш е съществувало 37 години след падането на България под османско робство. Този е първия документ с данни за броя на населението: 13 български домакинства и една вдовица. Към края на османското робство в с. Патреш има 124 български и 7 турски къщи. След Освобождението турците се изселват, а джамията и турската чешма са разрушени до основи.
През Руско-турската война (1877 – 1878) през селото преминава самия генерал Йосиф Гурко и отряда му. След 1924 година в Патреш се заселват български бежанци от Литовой, Егейска Македония, но впоследствие всички се изселват към Свети Влас.
Днес селото се групира в 50 главни родове. Те се разклоняват на 123 по-малки подразделения. Родоначалниците са дошли от Габровско, Севлиевско, Свищовско, от Котел, Дъскот, Присово и други краища на страната. Търсейки по-добри условия на живот, те се установяват в Патреш, създават семейства и строят къщи.

## Население
Преброяване на населението през 2011 г.
Численост и дял на етническите групи според преброяването на населението през 2011 г.:
|                     | Численост | Дял (в %) |
| Общо                | 512       | 100,00    |
| Българи             | 498       | 97,26     |
| Турци               | 3         | 0,58      |
| Цигани              | 0         | 0,00      |
| Други               | 0         | 0,00      |
| Не се самоопределят | 0         | 0,00      |
| Неотговорили        | 9         | 1,75      |

## Обществени институции
Народно читалище „Просвета-1898“ през 2013 година отбеляза 140-а годишнина читалищно дело в Патреш, през 2017 година чества 55 години читалище в свои дом, а през 2018 година отбеляза своята 120-а годишнина от именуването си.
Пенсионерски клуб „Втора младост“ на 24 август 2019 година отбеляза своята 30-а годишнина. В пенсионерския клуб се празнуват всички по-важни събития, като се организират събирания с музика, танци и голямо веселие, на което хората забравят поне за момент своите грижи и тревоги от ежедневието си.
Училището и детската градина са закрити през 2006 година.

## Културни и природни забележителности
- Църковен храм „Света Параскева“ – през 2014 година отбеляза тържествено 160 години от именуването си и 60 години от полагането на първия камък на сегашния храм. Храмовия празник е на Петковден – 14 октомври, защото четиринадесети октомври е деня на Света Преподобна Параскева или Света Петка Българска, която е българска светица и лечителка, закрилница и покровителка на селото. Вярва се, че Света Петка е лечителка и пазителка от „страшни“ болести, като шарка, чума, епилепсия, а жените я тачат против безплодие.;
- Паметник на загиналите във войните патрешчани [4] през 2020 година НЧ „Просвета-1898“ с. Патреш тържествено отбеляза 30 години от строежа на паметника. Всяка година населението тържествено се събира и отдава почит на фронтоваците на Трети март и на Арахангелова задушница (първата събота на месец ноември);
- Българска гърлица – в землището на с. Патреш расте ендемичен и уникален вид на цветето.

## Редовни събития
- „Освобождението на Патреш и преминаване на генерал Гурко през Патреш“ – провежда се на 6 юли ежегодно от НЧ „Просвета-1898“ Патреш;
- „При баба на кафе“ – ритуално приготвяне на кафе на пясък по случай месеца на кафето. Провежда се от 2015 година всеки последен петък на месец август от пенсионерски клуб „Втора младост“ Патреш;
- Фестивал на детското и младежко изпълнителско изкуство „Нашите деца хубави“ – на 14 октомври ежегодно;
- Традиционен есенен събор на селото – последната събота на месец октомври всяка година.